# Peter Lustig

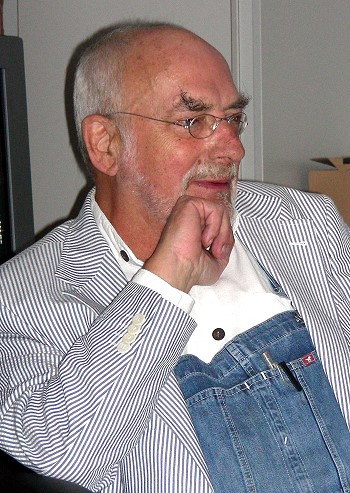
Peter Lustig (2005)

Peter Fritz Willi Lustig (* 27. Oktober 1937 in Breslau, Niederschlesien; † 23. Februar 2016 bei Husum, Schleswig-Holstein) war ein deutscher Fernsehmoderator und Kinderbuchautor. Bekannt wurde er vor allem als Hauptdarsteller und Autor der ZDF-Serie Löwenzahn sowie deren Ableger mittendrin.

## Leben

### Ausbildung und Karriere
Peter Lustig wuchs in Breslau und Hamburg-Bergedorf auf und besuchte die Realschulen in Wohltorf und Wentorf. Nach dem Realschulabschluss machte er eine Ausbildung zum Rundfunktechniker und studierte nach der Ausbildung Elektrotechnik. Nach dem Studium begann er beim US-amerikanischen Radiosender AFN als Toningenieur zu arbeiten, später ging er zum SFB. Dort schrieb er nebenbei Hörspiele für das Radio, war Dozent an der Deutschen Film- und Fernsehakademie Berlin, verantwortlich für den Ton der Filmaufnahme von John F. Kennedys Rede Ich bin ein Berliner vor dem Rathaus Schöneberg sowie der Günter-Grass-Verfilmung Katz und Maus und arbeitete auch in der Schöneberger Weltlaterne in der Berliner Motzstraße.
Seinen ersten Auftritt vor der Kamera hatte Lustig 1970, als ein Regisseur am Ende einer Produktion die Idee hatte, ein rohes Ei auf Lustigs kahlen Kopf fallen und ihn einen kurzen, witzigen Kommentar dazu sagen zu lassen. Ab 1972 trat Peter Lustig bei der Sendung mit der Maus in Einspielern mit dem Titel Peter und Atze auf, in denen er zusammen mit dem Robotervogel Atze Technik erklärte (z. B. ein Telefon oder eine Klingel). Danach moderierte er die Wolpertinger Wochenschau für den Bayerischen Rundfunk. Zudem war er 1973 in einem Sketch in der Sesamstraße zu sehen.
Bei einer Fernsehproduktion für die Sendung Pusteblume 1979 beim ZDF wurde Lustig als Moderator und Hauptfigur entdeckt. Er blieb dies auch nach der Umbenennung der Sendung in Löwenzahn. Kennzeichen waren seine blaue Latzhose, sein blauer, zum Wohnwagen umfunktionierter Bauwagen, seine Nickelbrille sowie seine regelmäßige Aufforderung an die kindlichen Zuschauer, nach der Sendung den Fernsehapparat auszuschalten. Da er kein ausgebildeter Schauspieler war, sei der Dreh mit Peter Lustig nicht immer einfach gewesen, sagte sein langjähriger Drehpartner Helmut Krauss 2018.
Neben Löwenzahn, dessen Autor und Texter er auch war, moderierte er von 1989 bis 1995 die eher auf eine jugendliche Zielgruppe gerichtete Fernsehreihe mittendrin und war 1998 Sprecher der Fernsehreihe Raumschiff Erde bei KiKA.
1984 erkrankte Lustig an Lungenkrebs, der in sieben Operationen behandelt wurde. Ein Lungenflügel wurde entfernt. Während seiner Krankenhausaufenthalte schrieb er Briefe an seinen Sohn, die als Kinderbuch unter dem Titel Lieber Momme – Wunderliche Briefe veröffentlicht wurden.
Im Jahr 2004 startete die Zeichentrickserie Mammutland, die in einer deutsch-französisch-britischen Zusammenarbeit entstand. Peter Lustig bearbeitete die deutsche Version der Sendung und sprach den Erfinder. Die Serie spielt auf einer Insel, auf der die Menschen Mammuts als Arbeitstiere halten. Die Figuren machen in jeder Episode thematisch bezogene Erfindungen und erklären physikalische Zusammenhänge.
Bedingt durch die gesundheitlichen Einschränkungen kündigte Peter Lustig am 23. März 2005 seinen Rückzug ins Privatleben an. Am 16. Oktober 2005 war er in dem Löwenzahn-Spielfilm Die Reise ins Abenteuer zum 25-jährigen Jubiläum der Serie zu sehen. Es folgten im November und Dezember desselben Jahres noch vier letzte neue Folgen; neben erwähntem Film sind beim ZDF insgesamt 197 Episoden mit Peter Lustig entstanden. Zudem trat er in der Folge Lebenswandel – Zeitreise in Bärstadt (Erstausstrahlung am 28. Oktober 2007) als Gast zusammen mit seinem Nachfolger Guido Hammesfahr auf.
Lustig schrieb unter anderem ein Buch über die Vertonung von Filmen und wirkte an zwei Bastelbüchern mit, wie auch an der Buchreihe zu Löwenzahn. Zudem gibt es von ihm den Technik-Comic Wie funktioniert ein Auto?, den er als Antwort auf diese Frage seines Sohnes zeichnete. Ebenfalls lieh er in der Computerspielreihe Willy Werkel dem gleichnamigen Tüftler und Erfinder in den ersten zwei Spielen seine Stimme.
Am 4. September 2007 wurde Lustig von Bundespräsident Horst Köhler das Bundesverdienstkreuz am Bande verliehen.
Im Jahr 2012 startete eine Peter-Lustig-Ausstellung, die als Wanderausstellung über technische Erfindungen informierte. Die Ausstellung wurde vom Technikmuseum Freudenberg (Siegerland) initiiert. Aufgrund des großen Erfolges wurde sie 2013 fortgesetzt, vom 2. April bis zum 31. Oktober desselben Jahres.

### Privates

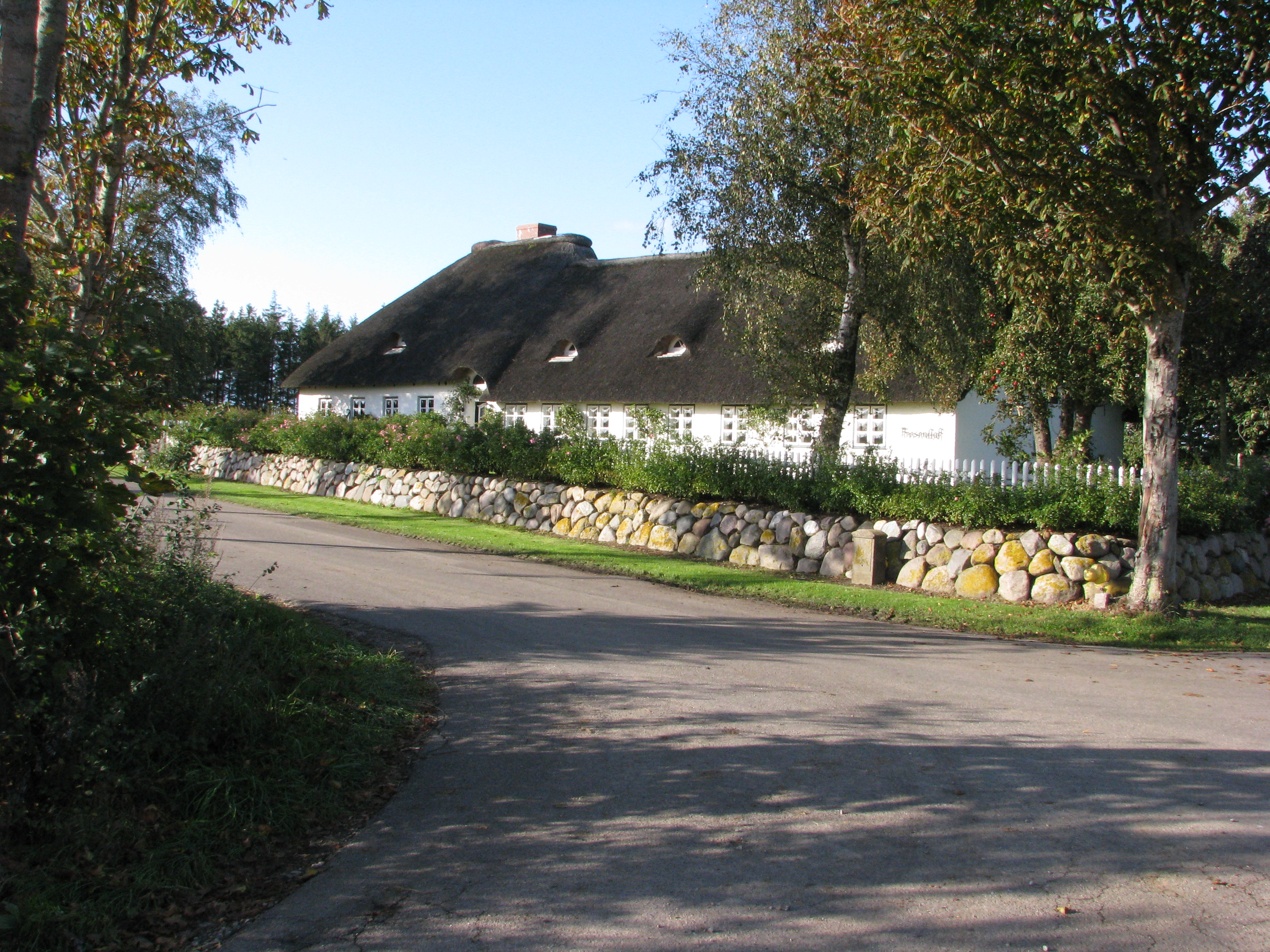
Der Fresenhof in Bohmstedtfeld

Sein Vater starb, als Peter Lustig ein Jahr alt war. Als er acht Jahre alt war, musste er mit seiner Mutter aus Breslau fliehen.
Peter Lustig gehörte in den 1980er Jahren der Neo-Sannyas-Bewegung an, bis deren Gründer Osho 1990 starb. In zweiter Ehe war er mit Elfie Donnelly (Autorin u. a. von Bibi Blocksberg und Benjamin Blümchen) verheiratet, die ebenfalls Schülerin Oshos wurde und mit der er einen Sohn (Pavi Momme) hatte. Donnelly schrieb das Kinderbuch Peters Flucht über die Flucht des achtjährigen Peter aus Breslau.
Mehr als zehn Jahre wohnte Peter Lustig mit seiner dritten Ehefrau Astrid Lustig in Bohmstedt auf dem Fresenhof in der Nähe von Husum. Vorbesitzer Knut Kiesewetter hatte dem Fresenhof ein gleichnamiges Lied gewidmet. 2014 zogen sie nach Berlin-Charlottenburg.
Lustig starb am 23. Februar 2016 im Alter von 78 Jahren im Kreise seiner Familie. Neben dem leiblichen Sohn hinterließ er drei Kinder, die Astrid Berge mit in die Ehe brachte. Er wurde im engsten Familienkreis seebestattet.

## Kampagne der Bild-Zeitung gegen Lustig
Das Boulevardblatt Bild am Sonntag veröffentlichte 2002 eine aus dem Zusammenhang gerissene Schlagzeile mit dem Titel Peter Lustig – ich kann Kinder nicht leiden, was ihm fortan angelastet wurde. Anlass war ein Interview mit der Stuttgarter Zeitung, in dem er beschrieb, wie anstrengend es für Kinder sei, vor der Kamera zu arbeiten – das sei eine „Quälerei“, die er in seiner Sendung nicht haben wolle. Er nehme junge Menschen so, wie sie sind: „Sicher, Kinder stören und sind klebrig, na und? Das wissen die doch selbst.“ Der ironische Unterton wurde in folgenden Berichterstattungen unterschlagen; der Interviewer Kai Biermann bezeichnete die Interpretation durch andere Medien als „verdreht“ und „verbogen“. Sein langjähriger Schauspielkollege Helmut Krauss bekräftigte 2017, dass sich Lustigs Zitat lediglich auf Dreharbeiten mit Kindern reduziere und es nicht seine generellen Ansichten seien. Er führte weiter aus, dass für Lustig ein Dreh mit Kindern „nicht erquicklich“ und „für beide [Seiten] anstrengend“ sei.
Kai Biermann zitierte in einem weiteren Interview mit Übermedien ein wörtliches Transkript seiner Tonaufnahme mit Peter Lustig wie folgt:

„Mit Kindern und Tieren drehen ist so eine Sache. Das ist anstrengend, und sie gehören einfach nicht vor die Kamera. Das ist eine Tier- und Kinderquälerei. Immer. Und die armen Kinder, die mitmachen müssen, beim Filmen, die tun mir immer leid. Das ist nix für Kinder. ‚Wieso?‘, sagen die, ‚wieso soll ich das nochmal machen? Ist doch gut so!‘ Nein, da war der Ton und dieses und jenes, also bitte noch einmal. Und dann sollen sie auch noch Gesichter dazu schneiden, und sie wissen gar nicht, wie das geht. [...] Aber natürlich stören sie und sind klebrig. Andererseits kann ich mit Kindern sehr gut. Ich habe nie Schwierigkeiten mit denen, weil ich von Anfang an sage: Ich akzeptiere dich, du mich aber bitte auch. Und so kommen wir gut klar. Ich kann auch jedem Kind ins Gesicht sagen: ‚Ihr seid klebrig.‘ Na, das wissen die doch selber, das ist doch klar. Und vielleicht ist es ja das, dass sie das merken und mich akzeptieren, auch in den Sendungen. Und sagen: Eh, der Lustig ist cool.“

Als Grund für die negative Darstellung Lustigs durch die Bild folgerte Biermann, dass sich Peter Lustig im Interview abfällig über die Bild-Zeitung geäußert hatte („Wenn mich irgendetwas stört, ist es die Dummheit. Mensch, wir haben das Gehirn! Und wozu wird es benutzt? Zum Bild-Zeitunglesen. Das ist eine solche Verschwendung!“)
2013 sagte Lustig dazu: „Wer die Bild-Zeitung kritisiert, muss sich auf Rache gefasst machen. Über mich haben sie einmal verbreitet, ich würde keine Kinder mögen. Absurd! Aber bei den Menschen bleibt so etwas kleben.“
Biermann führte sowohl in einem privaten Briefwechsel mit Lustig als auch öffentlich aus, dass er die Berichterstattung aufgrund seines Interviews außerordentlich bedauere.

## Sonstiges
Ein weiterer verbreiteter Irrtum ist das häufig ihm zugeschriebene, mittlerweile zum geflügelten Wort gewordene Zitat „Klingt komisch, ist aber so.“ Dieses Zitat wird auch Armin Maiwald zugeschrieben, der aber ebenfalls bestreitet, dass es von ihm kommt.
Lustig vermied es außerdem, in Talkshows aufzutreten, da er wollte, dass die Kinder am Bild festhielten, er wohne und lebe tatsächlich so, wie es in der Sendung zu sehen ist.

## Ehrungen
- 1980: Adolf-Grimme-Preis mit Silber für Pusteblume (zusammen mit Anne Voss)
- 1982: Adolf-Grimme-Preis mit Silber, stellvertretend für die Gesamtleistung des Teams der Sendung Löwenzahn, Preisträger waren Ingo Hermann (Buch und Regie), Gabriele Röthemeyer (Buch und Regie) und Klaus Gensel (Kamera)[34]
- 2001: Medaille für naturwissenschaftliche Publizistik der Deutschen Physikalischen Gesellschaft[35]
- 2005: Sonderpreis des Georg von Holtzbrinck Preises für Wissenschaftsjournalismus für erfolgreiche Wissensvermittlung an Kinder und Jugendliche[36]
- 2005: UmweltMedienpreis der Deutschen Umwelthilfe 2005 für sein Lebenswerk[37]
- 2007: Bundesverdienstkreuz am Bande (4. September)

## Filmografie

### Schauspielrollen
- 1972–1973: Peter und Atze in Die Sendung mit der Maus
- 1973: Sesamstraße (Einspieler in Folge 22)
- 1976: Wolpertinger Wochenschau (6 Episoden)
- 1977–1980: Direktion City (2 Episodenrollen)
- 1979–1981: Pusteblume (Vorgängersendung von Löwenzahn, 22 Episoden)
- 1980: Kaltgestellt
- 1981–2006: Löwenzahn (204 Episoden)
- 1989–1995: Mittendrin (Ableger von Löwenzahn, 34 Episoden)
- 2005: Löwenzahn – Die Reise ins Abenteuer (Fernsehfilm)

### Fernsehauftritte
- 2000: Was bin ich?
- 2005: ZDF Fernsehgarten
- 2007: NDR Talk Show
- 2008: DAS!
- 2008: Volle Kanne
- 2009: NDR Talk Show
- 2009: Wohngeschichten (NDR)
- 2009: Zibb
- 2010: Markus Lanz
- 2011: Wortwechsel

### Synchronrollen
- 1998: Raumschiff Erde
- 1998: Autos bauen mit Willy Werkel
- 1999: Schiffe bauen mit Willy Werkel
- 2003–2004: Mammutland
- 2007: Gordos Reise ans Ende der Welt

## Schriften
- mit Theo Kerp: Die Hamster kommen. vgs, Köln 1982, ISBN 3-8025-5020-X.
- Wie funktioniert ein Auto? Peter Lustigs Technik-Comic. Maier, Ravensburg 1983, ISBN 3-473-35565-8.
- Im Kopf brennt noch Licht. vgs, Köln 1983, ISBN 3-8025-5024-2.
- mit Burckhard Mönter: Peter Lustigs Bastelbuch. Band 1, vgs, Köln 1985, ISBN 3-8025-5036-6.
- mit Burckhard Mönter: Peter Lustigs Bastelbuch. Band 2, vgs, Köln 1987, ISBN 3-8025-5041-2.
- mit Gerhard Lechenauer: Vertonen. Der Ton zu den Bildern. Dia, Film und Video. Rowohlt, Reinbek 1987, ISBN 3-499-17189-9.
- mit Sabine Damke: Der Feuerwehrmann, den keiner mehr haben wollte. W. Mann, Berlin 1988, ISBN 3-926740-01-9.
- mit Sophie Brandes, u. a.: Der Schneemann, der verreisen wollte. W. Mann, Berlin 1988, ISBN 3-926740-02-7.
- Lieber Momme – Wunderliche Briefe. W. Mann, Berlin 1989, ISBN 3-926740-16-7.
- Kochbuch für kleine Feinschmecker. W. Mann, Berlin 1992, ISBN 3-926740-04-3.

## Hörspiele (Auswahl)
- 1983–1986: Der kleine Vampir (Karussell) – „Erzähler“ in Folge 1–6
- 1975–1978: Käpt’n Kux & Co (Kiosk) – „Autor“ in 4 Folgen